# Disembolus kesimbus
Disembolus kesimbus là một loài nhện trong họ Linyphiidae.
Loài này thuộc chi Disembolus. Disembolus kesimbus được Ralph Vary Chamberlin miêu tả năm 1949.